# Hibiscus hongjinma
Hibiscus hongjinma är en malvaväxtart som beskrevs av Yong Tian Chang. Hibiscus hongjinma ingår i Hibiskussläktet som ingår i familjen malvaväxter. Inga underarter finns listade i Catalogue of Life.